# 莫迪因伊利特

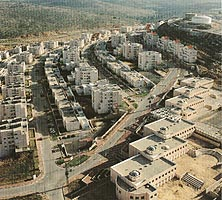

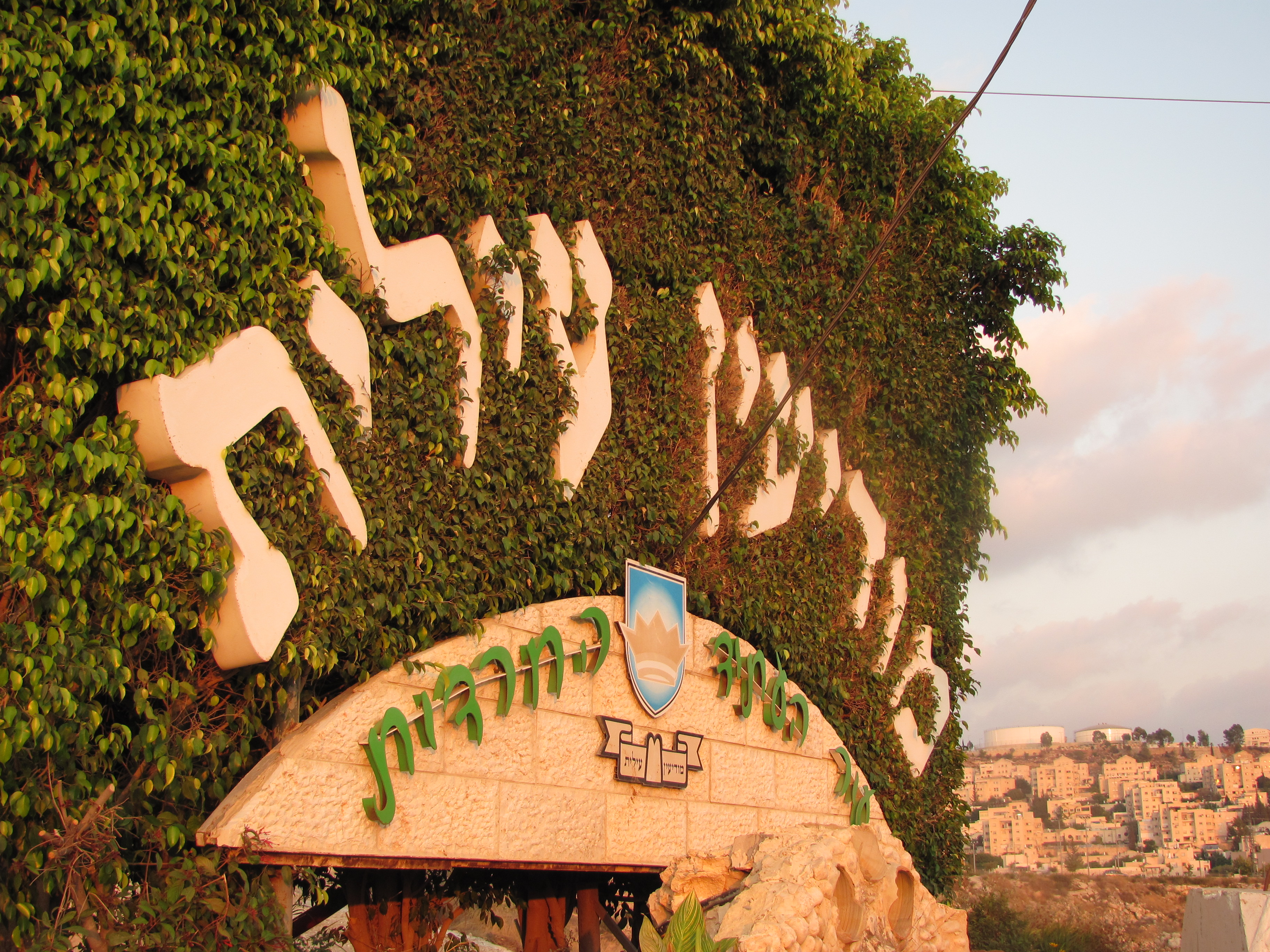

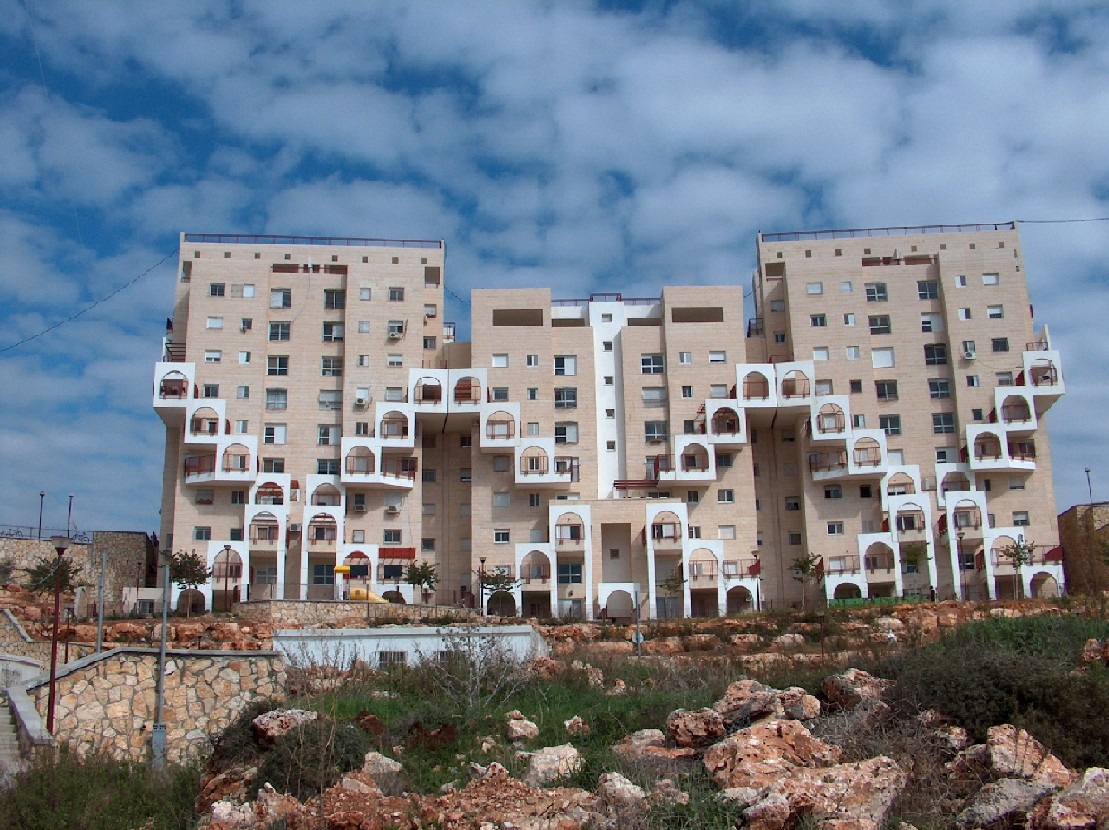

莫迪因伊利特（希伯來語：‎）是约旦河西岸的犹太人聚居点，位於以色列東部特拉維夫和耶路撒冷之間。国际社会普遍认为此聚居点违反国际法。
该地实际上由以色列犹太-撒马利亚区管轄，始建於1994年，面積4.75平方公里，海拔高度319米，2010年人口48,100。

## 外部連結
- Unsettled - In West Bank Settlements, Sign of Hope for a Deal - New York Times (July 2009) （页面存档备份，存于）